# Gabriela Liffschitz
Gabriela «Gaby» Liffschitz  (10 de septiembre de 1963 - 13 de febrero de 2004) - 
Fue una escritora y fotógrafa profesional argentina.
En la década del '90 publicó dos libros de cuentos: Venezia (1990) y Elisabetta (1995).
El 30 de noviembre de 1999 fue operada de un cáncer de mama, y para ello debió extirpársele el seno izquierdo. A partir de allí su obra toma un giro inesperado, espectacular y dramático: en 2000 edita "Recursos humanos", un libro con textos y fotos de su autoría, con desnudos suyos. 
En 2003 redobla la apuesta: edita "Efectos colaterales", otro libro con textos y fotos suyas, pero mejor elaborado en su calidad profesional.
En 2004 (post-mortem) sale a la luz "Un final feliz", donde repasa sus años de diván con el psicoanalista lacaniano Jorge Chamorro, los temas que giraban en torno a ella: la angustia, la neurosis, el cuerpo, el padre ausente y la muerte.
En ese mismo año se estrenó la película "La puta y la ballena", dirigida por Luis Puenzo, que contó con la colaboración de Gabriela Liffschitz en la idea general.
Poco tiempo antes de morir, rodó junto al director ítalo-argentino Enrique Piñeyro, una película llamada Bye bye life.

## Recursos humanos (2000)
Fue el primer libro de "autorretratos" de Gabriela Liffschitz. Según la autora, "la idea nació un día cualquiera", y su intención primigenia era la de "recuperar mi geografía (sic) corporal". Fue presentado el 30 de noviembre de 2000, en una muestra en el Centro Cultural Recoleta, obteniendo una excelente crítica. El libro causó gran impacto, ya que era la primera vez en Argentina que se realizaba una obra de este tipo. El libro constaba de fotos y textos de su autoría; las fotografías, en blanco y negro con la figura resaltando en fondo oscuro, mostraban a Liffschitz parcial y totalmente desnuda, resaltando la mutilación de su seno izquierdo. Para algunos críticos las fotos tenían "una belleza comparable a la de las antiguas esculturas hermafroditas", porque estas fotos trasmitían una nítida androginia.

## Efectos colaterales (2003)
En este libro Liffschitz redobló la apuesta: aquí también aparece desnuda pero las fotos son más audaces y más elaboradas. El libro se divide en cuatro capítulos, los dos primeros se asemejan a "Recursos humanos", pero el tercer capítulo muestra unas imágenes radicalmente distintas: su cuerpo no sólo muestra la mutilación, sino que tiene su cabeza totalmente rapada, y su cuerpo está surcado por un "body-painting" (realizado por el artista argentino Alfredo Genovese) alegórico: dos serpientes (símbolo de la muerte y el dolor). La más grande es de color anaranjado, y cubre su cabeza y torso; mientras que la otra serpiente es de color verde y cubre su pierna izquierda. 
En el último capítulo las imágenes son puramente eróticas, donde su desnudez, que sigue incluyendo su cabeza rapada, se realza con lencería, joyas, plumas y demás elementos fetichistas. En este caso, las fotos son en color y el cuerpo de Liffschitz, que se ve de una sugestiva tonalidad anaranjada, se ve resaltado en un fondo grisáceo brillante.